# Cimetière juif de Frauenberg
Le cimetière juif de Frauenberg situé dans le département de la Moselle, en Lorraine, dans la région Grand Est. 

## Histoire
1753 : plusieurs familles juives sont mentionnées à Frauenberg. Après le rattachement de la Lorraine à la France, un décret royal de 1779 a permis à 22 familles juives de s'installer à Frauenberg.
Le cimetière est inscrit au titre des monuments historiques par arrêté du 12 mars 2013.

## Cimetière
Le cimetière juif de Frauenberg est situé sous les ruines du château de Frauenberg, sur une colline. Construit vers 1740, le cimetière servait de lieu d'enterrement pour les Juifs dans la vallée de la Blies environnante. Les Juifs de la ville voisine de Sarreguemines y furent également enterrés jusqu'à ce que Sarreguemines reçoive son propre cimetière juif en 1899. En 1840, 1869 et 1903, le cimetière de Frauenberg a été agrandi. Aujourd'hui, de nombreuses pierres tombales se sont déjà enfoncées dans le sol et beaucoup menacent de tomber.